# Orden de Santa Ana
La Orden de Santa Ana (en ruso: Орден Святой Анны) fue una Orden de Caballería del Imperio Ruso creada por Carlos Federico de Holstein-Gottorp, Duque de Holstein-Gottorp, el 14 de febrero de 1735, en honor de su difunta esposa, la gran duquesa Ana Petrovna Románova, hija del zar Pedro I de Rusia.
En un principio fue una orden de carácter privado, pero el zar Pablo I de Rusia, hijo de la zarina Catalina II de Rusia, la introdujo en la categoría de premios estatales del Imperio Ruso, para condecorar a funcionarios del Gobierno y Militares.

## Historia de la Orden

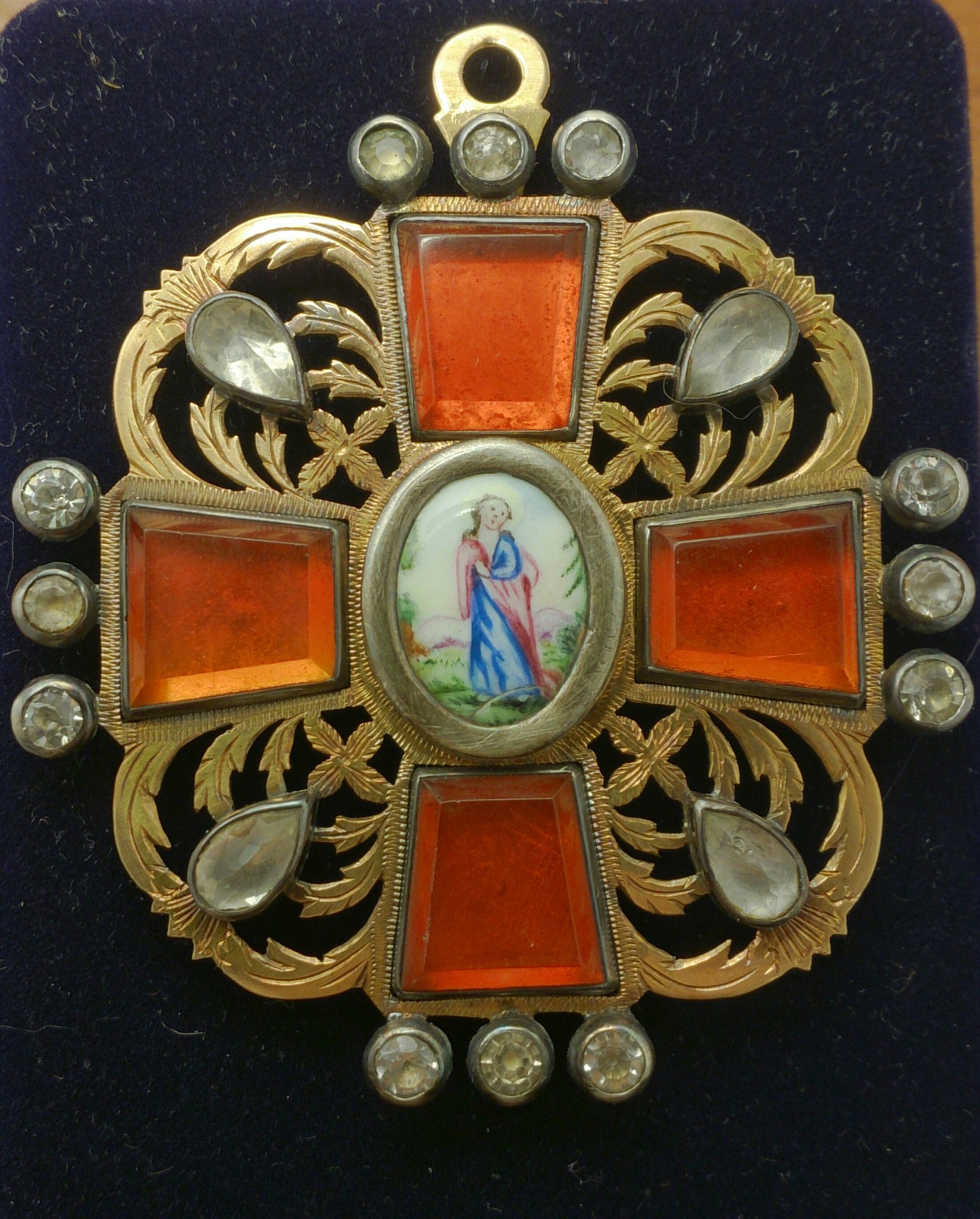
Orden de Santa Ana del tipo viejo "Golshtin".

Al principio, la Orden solamente tenía un grado y se llamaba "Orden de Ana". Los estatutos de la orden de 1735 establecían que la insignia principal era una cruz dorada con esmalte rojo y la imagen de Santa Ana. Alrededor de la imagen se leía: AMANTIBUS JUSTITIAM, PIETATEM, FIDE (Para los amantes de la Justícia, la Piedad y la Fidelidad). En el reverso de la placa en forma de estrella se leía ANNA IMPERATORIS PETRI FILIA (Ana, hija del Emperador Pedro). Cuando se otorgaba, se concedía el grado de Coronel, u otros rangos superiores.
En 1742, tras la muerte de su padre, su hijo, el Zar Pedro III de Rusia otorgó la Orden a varios cortesanos con cierto éxito. 
Pero no fue hasta el año 1797 en que su hijo, Pablo I la incluyó dentro de las Órdenes Imperiales, quitándole el título de Orden privada. A partir de esta reforma, la Orden se otorgó a miembros del Ejército Imperial Ruso y a funcionarios del Gobierno. Del mismo modo, también pasó a ser la Orden menos valorada hasta 1831, cuando la Orden de San Estanislao pasó a ser la de menor rango.
En 1815, el Zar Alejandro I de Rusia la dotó de un cuarto grado, que consistía en una insignia de rosca que se llevaba en las empuñaduras de las espadas. La insignia para espadas solo se otorgaba a militares. A partir de 1828, la Orden de Santa Anna de Tercer Grado se podía otorgar a como premio civil. En 1829 se creó un nuevo estatuto que contenía todos los cambios efectuados. En ellos también se canceló la otorgación de los grados 1 y 2 con diamantes a las personas de nacionalidad rusa, ya que sería un derecho de los extranjeros. 
El zar de todas las Rusias era el gran maestre de la Orden, y el título era hereditario para sus sucesores. El último Gran maestre oficial fue el Zar Nicolás II, asesinado por los bolcheviques el 17 de julio de 1918 en Ekaterimburgo, junto con toda su familia.
La Orden de Santa Ana, juntamente con todas las Órdenes Imperiales fue suprimida en 1917 por el Comité Ejecutivo Central, después de la Revolución de Octubre. 
La Orden de Santa Ana, actualmente, pertenece a la Casa Románov. Se otorga como recompensa dinástica por la Familia Imperial en el exilio.

## Insignias

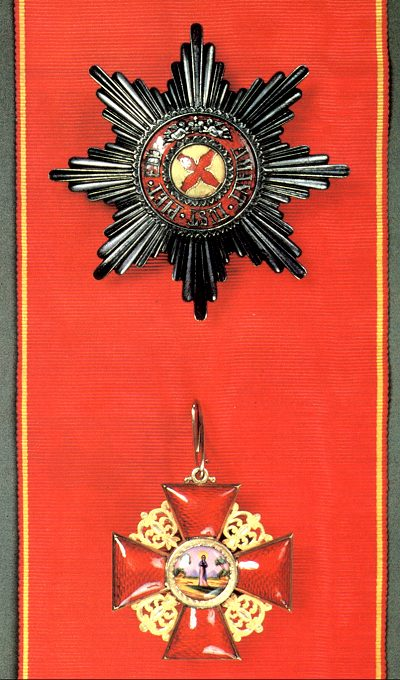
Orden de Santa Ana, primera clase.
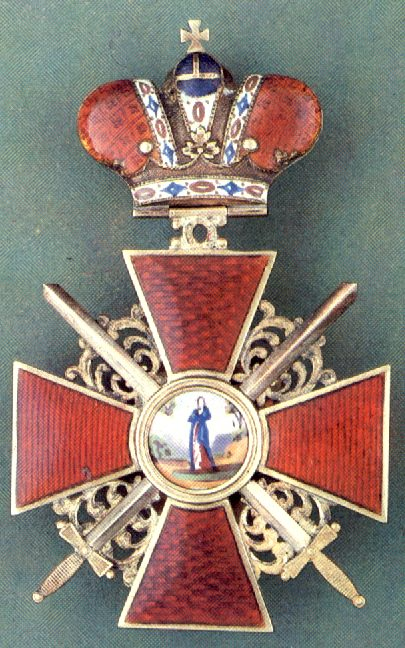
Orden de Santa Ana, segunda clase.
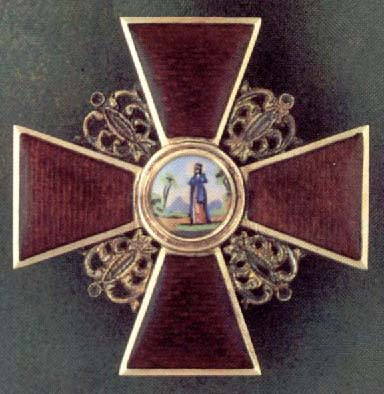
Orden de Santa Ana, tercera clase.
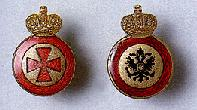
Orden de Santa Ana, cuarta clase.